# كفر خضير
قرية كفر خضير هي إحدى القرى التابعة لمركز شبراخيت في محافظة البحيرة في جمهورية مصر العربية. حسب إحصاءات سنة 2006، بلغ إجمالي السكان في كفر خضير 3154 نسمة، منهم 1655 رجل و1499 امرأة.